# Tricholimnichus sabahensis
Tricholimnichus sabahensis är en skalbaggsart som beskrevs av Carles Hernando och Ignacio Ribera 2001. Tricholimnichus sabahensis ingår i släktet Tricholimnichus och familjen lerstrandbaggar. Inga underarter finns listade i Catalogue of Life.